# Stephanie McMahon
Stephanie McMahon Levesque (ur. jako Stephanie Marie McMahon 24 września 1976) – amerykańska biznesmenka, wrestlerka. Jest ona byłą dyrektorką generalną oraz prezesem rady dyrektorów WWE.
Stephanie należy do czwartego pokolenia rodziny promotorów wrestlingu McMahonów. Jest córką byłych właścicieli WWE, Vince’a i Lindy McMahon. Jest młodszą siostrą wrestlera i właściciela mniejszościowego WWE, Shane’a McMahona oraz żoną wrestlera Paula „Triple H” Levesque’a.
Pracę w WWE rozpoczęła jako nastolatka. W 1999 zaczęła regularnie pojawiać się w programach telewizyjnych federacji. W 2000 roku zdobyła WWE Women’s Championship.

## Wczesne życie
Stephanie Marie McMahon urodziła się 24 września 1976; jest córką Vince’a i Lindy McMahonów. Ma starszego brata, Shane’a. Wkrótce po jej narodzinach, rodzina przeprowadziła się do Greenwich w stanie Connecticut. Stephanie uczęszczała do Greenwich Country Day School. Pracę w WWE, rodzinnej federacji wrestlingu, rozpoczęła w wieku 13 lat. Po ukończeniu Greenwich High School podjęła studia na Boston University; ukończyła je w 1998.

## Kariera biznesowa

### Wczesne pozycje w WWE
McMahon wstąpiła do WWF jako modelka; prezentowała koszulki i czapeczki gwiazd WWF. Otrzymała posadę Account Executive („opiekun klienta”) w biurze sprzedaży WWF w Nowym Jorku. We wczesnych latach pracowała jako recepcjonistka i designerka, pracowała też przy produkcji programów, pisała scenariusze oraz występowała w ringu. W 2006 awansowała na stanowisko wicedyrektora od spraw kreatywnych (SVP of Creative Writing).

### Wicedyrektor wykonawczy
W 2007 awansowała na stanowisko wicedyrektora wykonawczego od spraw kreatywnych (EVP of Creative). Nadzorowała pracę nad scenariuszami wykorzystywanymi we wszystkich programach WWE. Zajmowała się też zarządzaniem gwiazdami federacji, bookingiem nieemitowanych w telewizji gal wrestlingu (house showów) oraz zarządzaniem mediami społecznościowymi.
Przewodziła pracom nad „WWE App” – aplikacji mobilnej federacji, która została pobrana ponad 20 milionów razy. Podpisała kontrakty partnerskie z firmami Tout oraz Yahoo, przewodniczyła kampaniom przeciwko znęcaniu się i opiekowała się WWE.com – oficjalną stroną internetową WWE.

### Chief brand officer
4 grudnia 2013 WWE ogłosiło awans McMahon na stanowisko Chief Brand Officer. Od tej pory zajmowała się ocieplaniem wizerunku federacji wśród sponsorów i inwestorów. Jest też członkinią Rady Zarządu WWE (Board of Directors).

### Tymczasowa CEO i prezes rady dyrektorów WWE
W czerwcu 2022 roku, po dobrowolnej rezygnacji Vince’a McMahona ze stanowiska prezesa rady dyrektorów i dyrektora generalnego WWE, 17 czerwca 2022 roku komisja specjalna mianowała Stephanie McMahon na stanowisko tymczasowego dyrektora generalnego oraz tymczasowego prezesa rady dyrektorów WWE.

### Prezes rady dyrektorów WWE i Co-CEO
22 lipca 2022 r. Vince McMahon ogłosił przejście na emeryturę i mianował Stephanie McMahon nowym prezesem rady dyrektorów i współ-dyrektorem generalnym WWE (wraz z Nickiem Khanem). 11 listopada 2023 roku ogłosiła, że rezygnuje z funkcji prezesa rady dyrektorów i dyrektora generalnego WWE.

## Kariera wrestlerki i menedżerki

### World Wrestling Federation/Entertainment

#### Debiut i związek z Testem (1999)
McMahon zadebiutowała w telewizyjnych programach WWF we wczesnym 1999, kiedy jako urocza córka Vince’a McMahona została wplątana w rywalizację ojca z The Undertakerem. Undertaker uprowadził Stephanie na gali Backlash i próbował ją poślubić następnej nocy na Raw. Z rąk Undertakera uratował ją Stone Cold Steve Austin.
Stephanie rozpoczęła scenariuszowy związek z Testem; doprowadziło to do rozpoczęcia rywalizacji pomiędzy jej wybrankiem a jej bratem, Shane’em. Test pokonał Shane’a w „Love Her or Leave Her” matchu na SummerSlam i od tego czasu mógł spotykać się ze Stephanie. 20 września, para pokonała Jeffa Jarretta i Debrę w starciu drużynowym. Test i Stephanie zaręczyli się, a ich ślub miał się odbyć 29 listopada, na odcinku Raw. Ceremonię przerwał Triple H; wyjawił, że odurzył Stephanie i zabrał ją do Las Vegas, gdzie poślubił ją w obiekcie drive-through. Na gali Armageddon, Triple H pokonał Vince’a McMahona w No Holds Barred matchu. Po walce Stephanie przeszła heel turn; objęła Triple H, a dzień później wyjawiła, że jej ożenek z nim był zaplanowany. Była to zemsta za zaplanowane przez Vince’a porwanie na gali Backlash.

#### McMahon-Helmsley Era (2000–2001)
Po gali Armageddon, Triple H i Stephanie McMahon stali się właścicielami WWF. Utworzona przez nich stajnia, The McMahon-Helmsley Faction, dominowała przez cały okres ich panowania. Triple H stał się posiadaczem WWF Championship, a Stephanie posiadaczką WWF Women’s Championship po tym, jak 28 marca 2000 pokonała Jacqueline. Dwukrotnie obroniła tytuł w walkach z Litą. Na WrestleManii 2000, Vince i Shane pomogli Triple H obronić mistrzostwo w walce z The Rockiem, tym samym przechodząc na stronę McMahon-Helmsley Faction.
Latem 2000 roku, Stephanie wmieszała się w rywalizację Triple H z Kurtem Angle; razem tworzyli trójkąt miłosny. Na Unforgiven, Triple H pokonał Angle'a po tym, jak Stephanie wymierzyła jego rywalowi Low blow. Niedługo później, Stephanie stała się valetem Angle'a; towarzyszyła mu w walce z The Rockiem na gali No Mercy. Sojusz ten był jednak krótkotrwały – na No Mercy, The Rock wykonał Rock Bottom na Stephanie, po czym Triple H zaatakował Angle'a i obwinił go o atak na jego żonie. 21 sierpnia, McMahon utraciła WWF Women’s Championship na rzecz Lity.
Kryzys w związku Vince’a i Lindy McMahonów doprowadził do romansu Vince’a z Trish Stratus. Stephanie pokonała Stratus na No Way Out. Na WrestleManii X-Seven, Shane McMahon pokonał ojca w Street Fightcie; podczas walki Stratus uderzyła Vince’a w policzek i wygoniła Stephanie z pobliża ringu.

#### The Invasion i rozwód (2001–2002)
Po WrestleManii McMahon wyjawiła, że zakupiła Extreme Championship Wrestling i wraz z bratem, świeżo upieczonym właścicielem World Championship Wrestling, postanawia doprowadzić WWF do bankrucji. Dwa rostery połączyły siły, tworząc „The Alliance”.
"Team Alliance” (Shane McMahon, Booker T, Rob Van Dam, Kurt Angle i Steve Austin) zostało pokonane przez „Team WWF” (The Undertaker, Kane, Big Show, Chris Jericho i The Rock) na Survivor Series w 5-on-5 Winner Takes All Elimination matchu; stawką tego starcia było prawo do własności wszystkich trzech federacji. Następnej nocy na Raw, Vince publicznie zwolnił Shane’a i Stephanie; Shane honorowo przyjął przegraną, zaś Stephanie nie mogła się pogodzić z decyzją ojca i została wyrzucona z areny.
McMahon powróciła jako face w styczniu 2002 wraz z Triple H. Para zaczęła przechodzić kryzys w związku; Stephanie sfałszowała ciążę, aby Triple H wrócił do niej. Ten jednak dowiedział się, że ciąża była kłamstwem i rzucił Stephanie na Raw, tuż przed odnowieniem przysięgi małżeńskiej. Stephanie ustanowiła się sędzią specjalnym pojedynku o miano pretendenckie do WWF Undisputed Championship pomiędzy jej mężem a Kurtem Angle i pomogła temu drugiemu wygrać. Jednakże, dzień później Triple H odzyskał swoje prawo do walki z mistrzem. McMahon połączyła siły z rywalem Triple H i posiadaczem Undisputed Championship – Chrisem Jericho. Na WrestleManii X8, Jericho przegrał walkę z Triple H, pomimmo interwencji Stephanie. 25 marca odbył się Triple Threat match o Undisputed Championship pomiędzy Stephanie, Triple H i Jericho. Dodatkowo, jeżeli McMahon zostałaby przypięta, to zostałaby zmuszona do odejścia z WWF. Triple H przypiął Stephanie i obronił tytuł mistrzowski. Storyline został zakończony podpisaniem papierów rozwodowych przez Triple H i Stephanie na gali Vengeance.

#### Generalna MenedżerkaSmackDown!(2002–2003)

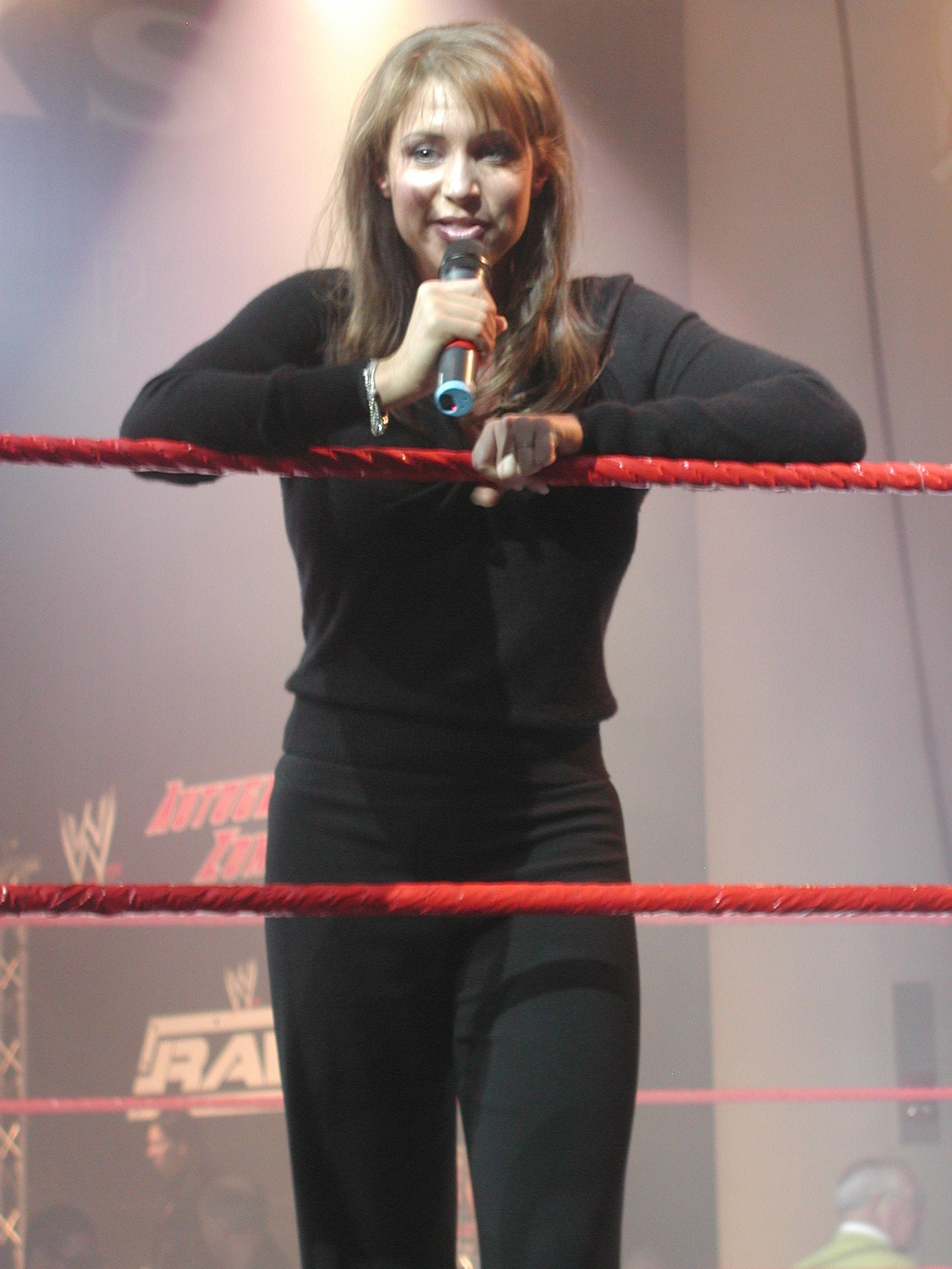
Stephanie jako Menedżerka SmackDown! w 2003

18 lipca 2002, Stephanie McMahon powróciła do WWE (wcześniej WWF; nazwa została zmieniona po procesie z World Wildlife Fund) jako Generalna Menedżerka SmackDown!. Była postacią pozytywną i faworyzowała inne dobre postaci. Rywalizowała z Generalnym Menedżerem Raw, Erikiem Bischoffem. Stephanie przypisuje się przywrócenie do WWE tytułu WWE United States Championship i stworzenie WWE Tag Team Championship. Zakontraktowała Hulka Hogana do brandu SmackDown!, co doprowadziło do pogorszenia jej relacji z Vince’em.
Punktem kulminacyjnym rywalizacji Stephanie z jej ojcem był kontrowersyjny „Father-Daughter I Quit match” na No Mercy. Stephanie towarzyszyła jej matka, Linda, zaś Vince'owi – jego kochanka, Sable. Walka zakończyła się, gdy Linda wrzuciła do ringu biały ręcznik, sygnalizując poddanie się Stephanie. McMahon nie pojawiła się w programach telewizyjnych federacji przez następne dwa lata.

#### Sporadyczne występy (2005–2007)
McMahon powróciła jako bohaterka negatywna w październiku 2005 roku. Wraz z rodzicami zwolniła komentatora Jima Rossa.
Ciężarna McMahon pojawiła się na odcinku Raw w marcu 2006. Odurzyła Shawna Michaelsa przed jego walką z Shane’em McMahonem. Obecna była też na ceremonii WWE Hall of Fame i wraz z resztą rodziny McMahon wystąpiła w segmentach na WrestleManii 22 i 23.

#### Generalna MenedżerkaRaw(2008–2009)
Po tym jak Vince odniósł poważną kontuzję 23 czerwca na Raw podczas Million Dollar Manii, Shane wezwał roster Raw do zjednoczenia w „trudnych czasach”. Został jednak zignorowany, pomimo pomocy Stephanie. 28 lipca na Raw, Shane pojawił się by poinformować, że nowym Generalnym Managerem Raw zostanie Mike Adamle. Po tym jak Adamle zrezygnował z tej posady, Shane i Stephanie stali się głównymi rządzącymi Raw. Wkrótce jednak Shane zrezygnował z posady współprowadzącego tygodniówki. Po powrocie Vince’a, rodzina McMahonów rozpoczęła rywalizację z Randym Ortonem. W trakcie trwania feudu wyjawiono, że Triple H jest mężem Stephanie w prawdziwym życiu; sama McMahon została dwukrotnie zaatakowana przez Ortona. Punktem kulminacyjnym rywalizacji między rodziną McMahon a Ortonem i jego ugrupowaniem, The Legacy był pojedynek Ortona z Triple H o WWE Championship na WrestleManii XXV. Triple H zdołał obronić mistrzostwo na WrestleManii, lecz Orton pokonał go w kolejnej walce o tytuł miesiąc później, na Backlash. Po gali, McMahon opuściła Raw.

#### Sporadyczne występy (2010–2013)
McMahon pojawiła się w winiecie na odcinku Raw z 1 listopada 2010, jak również w segmencie z CM Punkiem na zapleczu SummerSlam 2011. Na tysięcznym odcinku Raw przekonała Paula Heymana i Brocka Lesnara do przyjęcia wyzwania Triple H do walki na SummerSlam 2012. W kwietniu wprowadziła byłą rywalkę, Trish Stratus, do WWE Hall of Fame. 8 lipca zwolniła Vickie Guerrero z jej posady Menedżerki Raw.

#### The Authority (2013-2016)

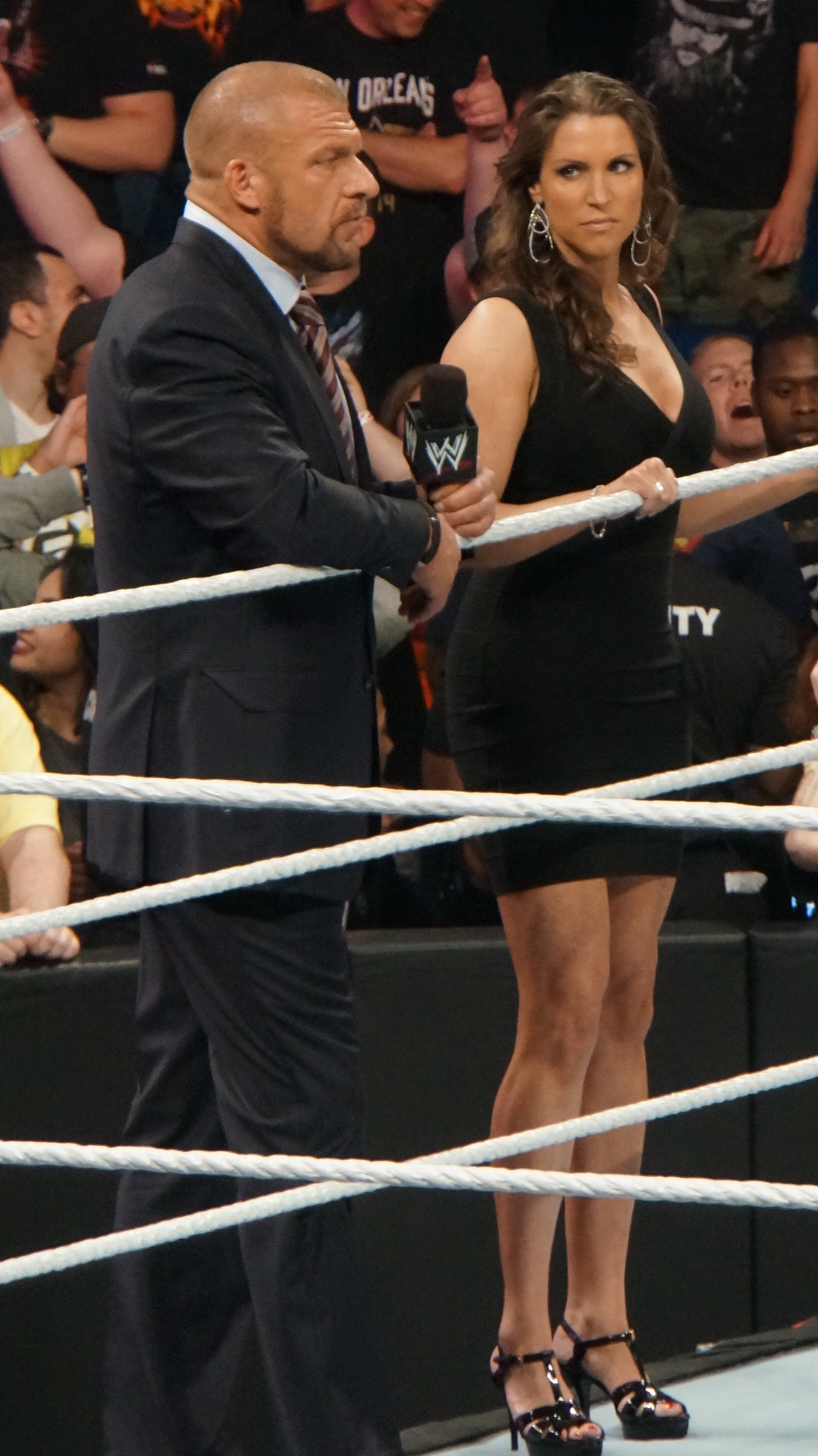
Stephanie i jej mąż Paul „Triple H” Levesque na Raw w 2014.

19 sierpnia 2013, McMahon przeszła na złą stronę i wstąpiła do nowo utworzonej grupy The Authority. Wraz z Triple H rozpoczęła rządy terroru w federacji. Para kompromitowała i karała wrestlerów przeciwnym ich ideom, zarzekając się, że to co robią, jest „najlepsze dla wrestlingu”. Największym przeciwnikiem ugrupowania był Daniel Bryan. McMahon towarzyszyła Triple H podczas przegranej przez niego walki z Bryanem na WrestleManii XXX.
W czerwcu 2014 McMahon groziła Bryanowi zwolnieniem jego żony, Brie Belli, jeżeli ten nie zrzeknie się WWE World Heavyweight Championship. Wdała się też w rywalizacje z Romanem Reignsem i Vickie Guerrero. 23 czerwca pokonała Guerrero w Pudding matchu, którego stawką była praca Guerrero w federacji. Po tym, jak Brie Bella odeszła z federacji, Stephanie ukarała jej siostrę, Nikki, zmuszając ją do udziału w kilku Handicap matchach. Brie pojawiła się na widowni jednego z odcinków Raw; Stephanie uderzyła ją i została za to aresztowana (w scenariuszu Brie nie była pracownicą WWE). W następnym tygodniu, McMahon zatrudniła Brie, aby ta anulowała pozew sądowy. Rywalki zmierzyły się ze sobą na SummerSlam; podczas walki Nikki zdradziła Brie, pozwalając Stephanie na wykonanie Pedigree na przeciwniczce i przypięcie jej.
Po tym, jak John Cena odmówił wstąpienia do Authority, Triple H ogłosił Traditional 5-on-5 Elimination Tag Team match na Survivor Series pomiędzy drużyną Ceny (Cena, Big Show, Dolph Ziggler, Ryback i Erick Rowan) a drużyną Authority (Seth Rollins, Kane, Mark Henry, Luke Harper i Rusev). W następnych tygodniach ogłoszono, że jeśli Team Authority przegra, to samo Authority zostanie rozwiązane, zaś jeżeli Team Cena przegra, to wszyscy członkowie tej drużyny, oprócz samego Ceny, zostaną zwolnieni. Na Survivor Series Big Show zdradził swoją drużynę i dołączył do Authority. Podczas walki zadebiutował Sting; zaatakował on sędziego Scotta Armstronga i oraz Triple H. Pozwoliło to na przypięcie Rollinsa przez Dolpha Zigglera i wygranie walki przez drużynę Johna Ceny. 29 grudnia na Raw, Seth Rollins zmusił Cenę do przywrócenia The Authority; Rollins groził atakiem na gościu specjalnym Raw – Edge'u. Po podjęciu decyzji, Cena został zaatakowany przez Rollinsa, Showa i J&J Security, a galę zakończyła celebracja powracającej frakcji. Następnie, Stephanie i Triple H zwolnili Ericka Rowana, Rybacka i Dolpha Zigglera.
13 lipca 2015, Stephanie McMahon ogłosiła „rewolucję” w dywizji Div; wprowadziła Sashę Banks, Charlotte i Becky Lynch do głównego rosteru.

#### KomisarzRaw(od 2016)
22 lutego 2016 na odcinku Raw, Vince McMahon wręczył Stephanie nagrodę „Vincent J. McMahon Legacy of Excellence”. Kiedy Stephanie chciała wypowiedzieć się odnośnie do wygranej, przerwał jej powracający do WWE Shane McMahon. Shane skonfrontował się z ojcem i siostrą, wytykając im błędy. Zażądał pełnej kontroli nad Raw, jednocześnie grożąc ojcu, że jeżeli nie otrzyma od niego kontroli nad tygodniówką, wyjawi jeden z jego sekretów. Vince zgodził się pod warunkiem, że Shane wygra Hell in a Cell match na WrestleManii z The Undertakerem. Pomimo że Undertaker wygrał walkę na WrestleManii, Shane otrzymał szansę prowadzenia Raw aż do gali Payback. Na tejże gali, Vince McMahon podjął ostateczną decyzję w sprawie kontroli nad tygodniówką: Raw mają wspólnie prowadzić Shane i Stephanie.
11 lipca, Vince powołał Shane’a na stanowisko komisarza tygodniówki SmackDown, zaś Stephanie – na stanowisko komisarza tygodniówki Raw. 18 lipca, Mick Foley został wybrany przez Stephanie na stanowisko Generalnego Menedżera Raw, zaś Daniel Bryan został wyznaczonym przez Shane’a Generalnym Menedżerem SmackDown.

## Życie osobiste
Stephanie McMahon zaczęła spotykać się z Paulem Levesquem w 2000 roku, podczas ich scenariuszowego związku w programach WWF. Para pobrała się 25 października 2003 roku. Stephanie przyjęła nazwisko męża, po czym zmieniła swoje drugie nazwisko 
na „McMahon”.
Para ma trzy córki: Aurora Rose urodziła się 24 lipca 2006, Murphy Claire – 28 lipca 2008, a Vaughn Evelyn – 24 sierpnia 2010.

## Inne media
McMahon pojawiła się w talk-showach The Howard Stern Show, Jimmy Kimmel Live! oraz Opie and Anthony. Wraz z innymi pracownikami WWF wzięła udział w specjalnym odcinku The Weakest Link (brytyjski format Najsłabszego ogniwa). W 2005, wraz z Stacy Keibler pojawiła się w finale piątego sezonu Punk'd.
Stephanie McMahon jest postacią w 14 grach komputerowych o tematyce wrestlingu. Epizodycznie występowała w pierwszym sezonie reality show Total Divas. W grudniu 2014 WWE wypuściło WWE Fit Series, w którym McMahon wystąpiła jako trenerka fitnessu w poradniku zaprojektowanym specjalnie dla kobiet.

## Ruchy używane we wrestlingu
- Finishery
  - Pedigree (Double underhook facebuster)
- Inne ruchy
  - Clothesine
  - DDT
  - Hair-pull snapmare
  - Lou Thesz press
  - Monkey flip
  - Neck snap
  - Powerbomb
  - Slap
  - Spear
  - Surfboard
- Menedżerowała
  - Triple H’a
  - Lindę McMahon
  - Kurta Angle'a
  - Chrisa Jericho
  - Mr. America/Hulka Hogana/Hollywood Hulka Hogana
  - Zacha Gowena
  - Rica Flaira
  - Edge’a i Christiana
  - Setha Rollinsa
  - Mr. McMahona
  - Shane’a McMahona
- Przydomki
  - „The Billionaire Princess/Baroness”
  - „The Queen of Queens”
  - „The Billion Dollar Princess”
  - „Daddy’s Little Girl”
- Motywy muzyczne
  - „Break It Down” ~ The DX Band (2000)
  - „My Time” ~ The DX Band (1999–2002)
  - „Bodies” ~ Drowning Pool (2001)
  - „No Chance in Hell” ~ Peter Bursuker i Jim Johnston (1999; 2013; 2014)
  - „The Game” ~ Motörhead (styczeń 2001 – 2013)
  - „King of Kings” ~ Motörhead (sierpień 2013 – maj 2016; jako członkini The Authority)
  - „All Grown Up” ~ Jacki-O (2002–2013)
  - „Welcome to the Queendom” ~ Jacki-O (od 2013)

## Mistrzostwa i osiągnięcia

### Wrestling
- Pro Wrestling Illustrated
  - Feud Roku (2002) vs. Eric Bischoff[74]
  - Feud Roku (2013) vs. Daniel Bryan; jako członkini The Authority[74]
  - Najbardziej Znienawidzony Zawodnik Roku (2013, 2014)[74]
  - Zawodniczka Roku (2000)[74]
- Wrestling Observer Newsletter
  - Najgorsza Osobowość Niebędąca Wrestlerem (2001–2003)[75]
  - Najgorsza Podczas Wywiadów (2001–2003)[75]
- World Wrestling Federation/Entertainment
  - WWF Women’s Championship[3]
  - Slammy Awards
    - Insult Of The Year (2013) – za obrażenie Big Showa[76]
    - Rivalry Of The Year (2014) – The Authority vs. Daniel Bryan[77]

  - Vincent J. McMahon Legacy Of Excellence Award (2016)[3]

### Inne osiągnięcia
- Most Powerful Women in Cable – 2009, 2011, 2012, 2013[4]
- 2010: Fairfield County Business Journal 40 Under 40 Award[4]
- 2013: Multichannel News Woman to Watch[4]
- 2013: Honorary Chairperson of the Special Olympics of Connecticut[78]
- 2014: Broadcasting and Cable and Multichannel News „Women in the Game”[4]
- 2014: Eisenhower USA fellow[79]
- 2016: Digital Entertainment Executives to watch[80]
- 2016: Multichannel News TV Wonder Woman[4]